# ロンサナ・ドゥンブヤ
ロンサナ・ドゥンブヤ（Lonsana Doumbouya、1990年9月26日 - ）はフランス・ニース出身のギニアA代表サッカー選手。ポジションは、フォワード。
タイ・プレミアリーグ・ポートFC所属。

## 経歴
FC LimogesとLBシャトールーの育成アカデミーを卒業した後、フランスとベルギーの3部チームでプレーし、2013年7月にベルギー2部に属するAFCテュビズに移籍。2シーズン目には29試合で10得点を決め、2015年7月に同リーグに属する名門サークル・ブルッヘに移籍した。
2016年8月、スコティッシュ・プレミアシップ（1部）に属するインヴァネス・カレドニアン・シッスルFCに移籍。19試合で5得点を決めた。
2017年1月31日、オーストリア・ブンデスリーガ（1部）に属するSKNザンクト・ペルテンに移籍した。

## 代表歴
2016年11月にナビ・ケイタ（リヴァプールFC）やイブラヒマ・トラオレ（ボルシア・メンヒェングラートバッハ）らと共に招集され、2016年11月13日に開催された2018 FIFAワールドカップ・アフリカ予選のコンゴA代表戦でギニアA代表としてのスタメンデビューを飾った。